# 5086 Demin
5086 Demin este un asteroid din centura principală de asteroizi.

## Descriere
5086 Demin este un asteroid din centura principală de asteroizi. A fost descoperit pe 5 septembrie 1978 la Observatorul de Astrofizică din Crimeea de Nikolai Cernîh. El prezintă o orbită caracterizată de o semiaxă mare de 2,18 ua, o excentricitate de 0,11 și o înclinație de 3,4° în raport cu ecliptica.